# Wereldwijd (tijdschrift)
Wereldwijd is een voormalig Belgisch Nederlandstalig tijdschrift.

## Historiek
Het tijdschrift voor katholieke missionarissen werd opgericht in 1970 en was ontstaan uit de samensmelting van verschillende missiebladen zoals Uit Vorselaar, Onder Ons, Oblaten, Wederzijds, Scheut, Assenaarke, De Troebadoer van het Heilig Hart van Maria, Annalen van Onze-Lieve-Vrouw van het Heilig Hart, Wereld, Wereldkrant Documentatie, Monde et Mission en Nieuw Afrika. Het werd uitgegeven door Wereldwijd Mediahuis en gedrukt door Uitgeverij Altiora uit Averbode. Stichter was Arthur Camerlynck. 
In 1990 werd Gie Goris aangesteld als hoofdredacteur, onder zijn bestuur fuseerde het tijdschrift in 2003 met De Wereld Morgen van 11.11.11 tot MO*.